# Sosthenes parvulus
Sosthenes parvulus is een keversoort uit de familie platsnuitkevers (Salpingidae). De wetenschappelijke naam van de soort werd in 1896 gepubliceerd door George Charles Champion.